# Epsilon zero
In matematica, ε0 è il più piccolo numero transfinito che non può essere raggiunto partendo da 0 ed eseguendo un numero finito di operazioni di addizioni di numeri ordinali più l'operazione α→ωα, dove ω è il numero ordinale transfinito più piccolo.
È dato da
{\displaystyle \epsilon _{0}=\omega ^{\omega ^{\omega ^{\cdots }}},}
ovvero il limite della sequenza
{\displaystyle \omega ,\omega ^{\omega },\omega ^{\omega ^{\omega }},\omega ^{\omega ^{\omega ^{\omega }}},\cdots }
La sua forma normale di Cantor è 
{\displaystyle \epsilon _{0}=\omega ^{\epsilon _{0}}}
I numeri che hanno questa caratteristica (cioè i {\displaystyle \beta } tali che {\displaystyle \beta =\omega ^{\beta }}) sono detti numeri epsilon; il più piccolo di questi è appunto {\displaystyle \epsilon _{0}}, mentre il {\displaystyle \gamma }-esimo è denotato da {\displaystyle \varepsilon _{\gamma }}.
L'ordinale ε0 è numerabile (esistono anche ordinali non numerabili).
Questo ordinale è importante in molte dimostrazioni per induzione, in quanto in molti casi l'induzione transfinita è richiesta solamente fino a ε0 (come ad esempio nel teorema di Goodstein). È stato usato da Gerhard Gentzen per dimostrare la coerenza dell'aritmetica di Peano: insieme al secondo teorema di incompletezza di Gödel, questo dimostra che l'aritmetica di Peano non può provare la sua fondatezza (è l'ultimo ordinale con questa proprietà: per questo nell'analisi degli ordinali è usata come misura della forza della teoria dell'aritmetica di Peano).
Questo simbolo fu ideato dal matematico tedesco Georg Cantor.

## Alberi con radice
Gli alberi finiti con radice possono essere usati per rappresentare tutti gli ordinali inferiori a ε0 nel seguente modo. 
Un albero finito con radice T rappresenta l'ordinale 
{\displaystyle \omega ^{\alpha _{1}}+\cdots +\omega ^{\alpha _{n}}}
dove α1≥....≥αn sono gli ordinali rappresentati dagli n≥0 alberi con radice ottenuti cancellando la radice di T e gli archi ad essa collegati. 